# ایکینجی قره‌چان‌لی
ایکینجی قره‌چان‌لی (ترکی آذربایجانی: İkinci Qaraçanlı یا ترکی آذربایجانی: Qaraçanlı-2) یک منطقهٔ مسکونی در جمهوری آرتساخ است که در استان کاشاتاق واقع شده‌است.